# Einflusslinie

Einflusslinien und auf das Biegemoment bzw. auf die Querkraft an der Schnittstelle des Einfeldträgers unter einer rechts-links-verschieblichen Belastung am Ort

Eine Einflusslinie ist in der Statik, insbesondere in der Baustatik, der graphisch dargestellte Kurvenverlauf einer Einflussfunktion (s. u.). Die Einflusslinie zeigt in übersichtlicher, und normierter Form den Einfluss einer Kraft- oder Verschiebungsgröße (Kraft, Moment, Winkeländerung, Relvativerschiebung), die an beliebigen Stellen in einem Tragwerk angreift, auf eine am festen Ort bestehende Zustandsgröße (Schnittreaktion, Lagereaktion, Verschiebung, Verdrehung).
Sie dient (unter anderem) bei mehreren möglichen Belastungsfällen der effizienten Bestimmung der Belastung die zu einer maximalen Schnittgröße führt für eine bestimmten Position xBemessungsstelle Eine Einflusslinie sagt nicht nur aus ob eine Last günstig (entlastend) oder ungünstig (belastend) wirkt, sondern auch wie groß der quantitative Einfluss einer Last die an einem Punkt xBelastung auf die zu suchende Schnittgröße an der Stelle xBemessungsstelle ist.
Mit Hilfe von Einflusslinien lässt sich z. B. zeigen, wie ein über eine Brücke rollendes Fahrzeug die Reaktionskraft eines Brückenlagers oder die Schnittreaktionen an irgendeiner Stelle des Brückenbalkens stetig ändert bzw. beeinflusst. Die nebenstehende Abbildung zeigt die Einflusslinien {\displaystyle \eta _{M}} und  {\displaystyle \eta _{Q}} für den Einfluss einer zwischen  {\displaystyle 0} und  {\displaystyle b} verschieblichen Last {\displaystyle F_{z}} auf die Schnittreaktionen Biegemoment  bzw. Querkraft an der Stelle {\displaystyle s}. Bei statisch bestimmten Systemen (wie in nebenstehender Abbildung) sind die Einflusslinien für Kraftgrößen stückweise Geraden.

## Vergleich mit Zustandslinien

Zustands- und Einflusslinien.
Innere Querkraft in einem mit einer äußeren Querkraft belasteten Einfeldträger, dargestellt über der b-s-Ebene. Die Linien b=konst sind Zustandslinien, die Linien s=konst sind (mit der Belastungskraft multiplizierte) Einflusslinien.

Die meisten statischen Tragwerke im Hochbau werden mit wandernden Belastungen (z. B. Fußgänger, Zwischenwände) belastet, dies wird in der statischen Berechnung aus pragmatischen Gründen jedoch oftmals als ortsfesten fläche Belastung (z. B. Menschengedränge, Zwischenwandzuschlag) und einzelnen Einzellasten (z. B. Tressor/Bücherregal, lokaler Winddruck gemäß Eurocode) an der statisch ungünstigsten Stelle abgebildet.
Für jeden jeweils ortsfesten Lastfall definierten Zustandslinien (auch Schnittgrößenlinien) den Verlauf einer Beanspruchung (Zustand) längs eines Bauteils. Zustandslinien haben mit Einflusslinien nur die einen variablen Ort kennzeichnende Abszisse gemeinsam:
- Einflusslinie: Abhängigkeit einer statischen Größe an einem bestimmten Ort (z. B. Stoß von zwei Träger) vom variablen Ort der belastenden Größe;
- Zustandslinie: Schnittgrößenverlauf längs eines Bauteils infolge einer für den Lastfall als ortsfest betrachtete Belastung (Auto an einem bestimmen Punkt).

Zur Arbeit mit Einflusslinien sind prinzipiell keine Kenntnisse erforderlich, die über jene zur Ermittlung des Bauteilzustandes (innere Größen) bei vorgegebener unveränderter Belastung hinausgehen.
Mit Hilfe einer Einflusslinie kann der Einfluss sowohl auf eine ortsfeste Kraft- als auch auf eine Weggröße dargestellt werden.
|                        | Zustandslinien                                   | Einflusslinien                                                |
| Ort der Belastung:     | ortsfest: (zuvor definiert, für den LF konstant) | variabler Angriffspunkt: (dort wo die Linie aufgetragen wird) |
| Ort der Beanspruchung: | variabel: (dort wo die Linie aufgetragen wird)   | ortsfest: (bestimmter Punkt)                                  |

Eine Einflusslinie ist wie eine Zustandslinie eine Funktion in Abhängigkeit von der Stabachsenkoordinate x, Einflusslinien unterscheiden sich aber wesentlich von Zustandslinien. Während Zustandslinien nur für einen bestimmten Lastfall (LF) gelten, sind Einflusslinien universelle für beliebige Belastungen auswertbar. Einflusslinien werden in der Regel dafür angewandt, wenn man etwas an einer bestimmten Stelle dimensionieren will. Beispiel hierfür wäre ein Montagestoß oder eine Auflagerreaktion.

## Die Einflussfunktion
Die Einflussfunktion {\displaystyle \eta _{Z}(b,s=const)} ist die – auf die Belastung {\displaystyle B} am variablen Ort {\displaystyle b} bezogene – am festen (Schnitt-)Ort {\displaystyle s} auftretende Zustandsgröße {\displaystyle Z(b,s=const)}:
{\displaystyle \eta _{Z}(b,s=const)={\frac {Z(b,s=const)}{B}}}
Sie wird von der Einflusslinie graphisch dargestellt.
Der veränderliche Belastungsort {\displaystyle b} ist die Variable, der feste Ort {\displaystyle s} ist der Parameter der Einflusslinie. Deren Ordinate hat die Dimension der Zustandsgröße {\displaystyle Z}, dividiert durch die Dimension der Belastung {\displaystyle B}. Z. B. hat die Einflussfunktion für die Biegebelastung in einer Schnittfläche eines Balkens durch eine quer auf ihn wirkende Kraft die Dimension Länge, die Einflussfunktion für die Querkraftbelastung in der Schnittfläche ist dimensionslos.
Da {\displaystyle Z(b,s=const)} proportional zu {\displaystyle B} ist, kann die Einflussfunktion– statt auf einen willkürlichen Wert der Belastung {\displaystyle B} auch auf eine Einheitsbelastung bezogen werden. Das erleichtert die zeichnerische Konstruktion der Einflusslinie: Die aus dem Zustandslinien-Diagramm zu übernehmenden Ordinatenwerte können bei gleicher Skalierung der Ordinatenachsen in unveränderter Länge ins Einflusslinien-Diagramm eingezeichnet werden (oder umgekehrt: die Übernahme in unveränderter Länge erfordert keine geänderte Skalierung).
Als besonders vorteilhaft erweisen sich Einflusslinien, wenn die Zustandsgröße für eine Gruppe von Kräften ermittelt werden soll. Wenn z. B. das Reaktionsmoment {\displaystyle M} an der Stelle {\displaystyle s} unter der Belastung der Kräfte {\displaystyle F_{1}} und {\displaystyle F_{2}} bei {\displaystyle b_{1}} bzw. {\displaystyle b_{2}} ermittelt werden soll, erhält man mit dem Überlagerungssatz {\displaystyle M(x=s)=F_{1}\eta _{M}(b_{1},s)+F_{2}\eta _{M}(b_{2},s)}.
Mit derselben Einflussfunktion kann auch eine Streckenlast {\displaystyle q(x)} erfasst werden. Der Kraftbeitrag {\displaystyle q(x){\text{d}}x} längs des Wegelements {\displaystyle {\text{d}}x} erzeugt bei {\displaystyle s} den Momentenbeitrag {\displaystyle {\text{d}}M=q(x){\text{d}}x\cdot \eta _{M}(x,s)}. Das Moment der gesamten Streckenlast ist gleich dem Integral von {\displaystyle {\text{d}}M} über die Länge der Streckenlast.
Die in der Einleitung (abgrenzend gegen die Einflusslinie) erläuterte Zustandslinie ist der Graph der Funktion {\displaystyle Z(b,s)}, wenn man den Angriffsort {\displaystyle b} der Belastung als festen Parameter und die Schnittstelle {\displaystyle s} als Variable behandelt. Die Zeichnung rechts illustriert den Zusammenhang von Zustands- und Einflusslinien für die Querkraft {\displaystyle Q} (dicke Linien) am Beispiel des oben abgebildeten Trägers (Bezeichnungen wie dort).

## Berechnung

### Satz von Betti

2 Belastungen

System 1: zuerst wird an der linken, dann an der rechten Stelle belastet

System 2: zuerst wird an der rechten, dann an der linken Stelle belastet

2 Belastungen mit jeweiligen Durchbiegungen

Sowohl für die Einflusslinien von Weggrößen, als auch für die Einflusslinie von Schnittgrößen bei statisch unbestimmten Systemen sind Reziprozitätstheoreme eine wesentliche Grundlage.
Bei rein linear elastischen Materialverhalten, sind Verformungen nicht von der Belastungsgeschichte abhängig, sondern nur aktuellen Belastung abhängig. Da die bei rein elastischen Materialverhalten sämtliche geleistete Arbeit im Sinne von Deformationsenergien rückgewinnbar ist, muss die geleistete Arbeit unabhängig davon sein, in welcher Reihenfolge die Belastungen aufgebracht wurden.
Betrachten wir System 1, wie im Bild rechts dargestellt: Dort wird zuerst F an der Stelle i und dann P an der Stelle j aufgebracht, hier ist bei linearer Elastizität die geleistete Arbeit der äußeren Kräfte:
{\displaystyle A_{1}^{(a)}=F^{(i)}\cdot \left({\frac {\delta _{ii}}{2}}+\delta _{ij}\right)+P^{(j)}\cdot \left({\frac {\delta _{jj}}{2}}\right)}
In System 2, wird zuerst an der Stelle j mit der Last P und anschließend mit der Last F an der linken Stelle belastet, wie im Bild rechts dargestellt. Unter Annahme der linearen Elastizität ist die Arbeit der äußeren Kräfte somit:
{\displaystyle A_{2}^{(a)}=F^{(i)}\cdot \left({\frac {\delta _{ii}}{2}}\right)+P^{(j)}\cdot \left(\delta _{ji}+{\frac {\delta _{jj}}{2}}\right)}
Da die geleistete Arbeit unabhängig vom Belastungsverlauf, also wegunahänig ist, folgt:
{\displaystyle A_{1}^{(a)}=A_{2}^{(a)}}
somit folgt der Satz von Betti:
{\displaystyle F^{(i)}\cdot \delta _{ij}=P^{(j)}\cdot \delta _{ji}}
Der Satz von Betti gilt für beliebige Belastungen, das heißt F und P stehen nur nicht für Kräfte, wie in diesem Fall, sondern gelten für alle Kräftgrößen, wie zum Beispiel auch Momente. Hier ist anzumerken, dass dann die Weggrößen δ nicht nur für Verschiebungen, sondern für Weggrößen beliebiger Art sind unter anderem auch Verdrehungen Hieraus folgen folgende Formulierungen:
{\displaystyle F^{(i)}\cdot u_{ij}=F^{(j)}\cdot u_{ji}}
{\displaystyle F^{(i)}\cdot u_{ij}=M^{(j)}\cdot \varphi _{ji}}
{\displaystyle M^{(i)}\cdot \varphi _{ij}=M^{(j)}\cdot \varphi _{ji}}
Man beachte, dass der erste Indizes der Weggröße den Ort der Weggröße und der zweite Indizes die Ursache beschreibt. Die Weggröße δij muss der energetisch konjugierte Arbeitspartner der Kraftgröße P{(j)} sein.
Spezialisiert man den Satz von Betti für F=1 und P=1 folgt der Satz von Maxwell:
{\displaystyle \delta _{ij}=\delta _{ji}}

#### Satz von Betti für Einflusslinien
Wenn wir an der Bemessungstelle xi die Verschiebung zufolge einer Last an einer Belastungsstelle xj wissen wollen ist es, mithilfe des Satzes von Maxwell, möglich statt die Last an Belasungsstelle xj zu setzen, diese Belastung an die Bemessungstelle xi zu setzen und die Verschiebung an der Belastungsstelle xj zu bestimmen, da diese ident ist mit der gesuchten Verschiebung.
Diese Analogie wird für die Konstruktion von Einflusslinien von Verschiebungen verwendet, indem man eine gedankliche Last F=1 ausschließlich an die Bemessungstelle xi setzt mit dieser die Durchbiegungen des Systems bestimmt. Da diese Durchbiegungen δij, an der Stelle xi zufolge einer Einheitslast an der Stelle xj, ident sind mit der Durchbiegung δji, an der Stelle xj zufolge einer Einheitslast an der Stelle xi, folgt daraus, dass die Durchbiegungen der Einflusslinie für die Durchbiegung an der Stelle xi.

### Einflusslinien für Schnittgrößen bei statisch bestimmten Systemen

Einflusslinie für die Normalkraft in Punkt b

Bei statisch bestimmten Systemen bestehen die Einflusslinien aus stückweise linearen Funktionen.
Die Konstruktion erfolgt, indem man eine energetisch konjugierte (virtuelle) Weggröße aufbringt. Diese ist so zu wählen, dass die Kraftgröße an ihr negative Arbeit leistet.

## Anmerkung
1. ↑  Im Vergleich zur Kinematik sind Weggrößen in der Statik sehr klein. Es handelt sich oftmals nur um durch elastische Verformung der Bauteile entstehende Verschiebungen.